# Sidalcea cusickii
Sidalcea cusickii är en malvaväxtart som beskrevs av Charles Vancouver Piper. Sidalcea cusickii ingår i släktet axmalvor, och familjen malvaväxter. Inga underarter finns listade i Catalogue of Life.